# Euodynerus boscii
Euodynerus boscii (лат.) — вид одиночных ос из семейства Vespidae.

## Распространение
Встречаются в Северной Америке: США.

## Описание
Длина переднего крыла самок 10 мм, а у самцов — 8,5 мм. Окраска тела в основном чёрная с жёлтыми отметинами. Гнёзда строят в древесине. Для кормления своих личинок добывают в качестве провизии гусениц бабочек из семейств Crambidae (Pyraustinae) и Pyralidae (Epipaschiinae).